# Kuća u Omišu, Petra Preradovića 7
Kuća u gradiću Omišu, na adresi Petra Preradovića 7, nalazi se južno od župne crkve sa sjevernim pročeljem prema trgu. U sredini prizemlja ima nova šira dućanska vrata, a na prvom katu prozor s lukom koji je ranije vjerojatno imao profilirani prag. Izvorna je streha bila iznad luka prozora, a kasnije je kuća nadograđena i na vrhu je postavljen luminar s dvije konzole. Kuća je građena kamenim kvaderima, zakrovljena dvostrešnim krovom pokrivenim kupama kanalicama, sa sljemenom u smjeru istok-zapad. Kuća se ubraja među najstarije u Omišu, 16. stoljeće.

## Zaštita
Pod oznakom Z-5736 zavedena je pod vrstom "nepokretno kulturno dobro - pojedinačno", pravna statusa zaštićena kulturnog dobra, klasificirano kao "stambeno-poslovne građevine".